# Вайдгофен-ан-дер-Тая-Ланд
Вайдгофен-ан-дер-Тая-Ланд (нім. Waidhofen an der Thaya-Land) — громада  (нім. Gemeinde)  в Австрії, у федеральній землі  Нижня Австрія.
Входить до складу округу Вайдгофен-ан-дер-Тайя. Населення становить 1,249 осіб (станом на 31 грудня 2013 року). Займає площу 32 км². Перша згадка — 1230.

## Розташування
|                 | Пфаффеншлаг-бай-Вайдгофен-ан-дер-Тайя |                       |
| Гайденрайхштайн | Розташування                          | Вайдгофен-ан-дер-Тайя |
|                 | Фітіс                                 | Віндігштайг           |

## Населення
За результатами перепису 2001 року налічувалося 1197 жителів. У 1991 муніципалітет мав 1097 жителів, у 1981 році — 1127, у 1971 році — 1110 жителів. Рівень зайнятості в 2001 році склав 48,37 відсотка.